# Сілезький повіт

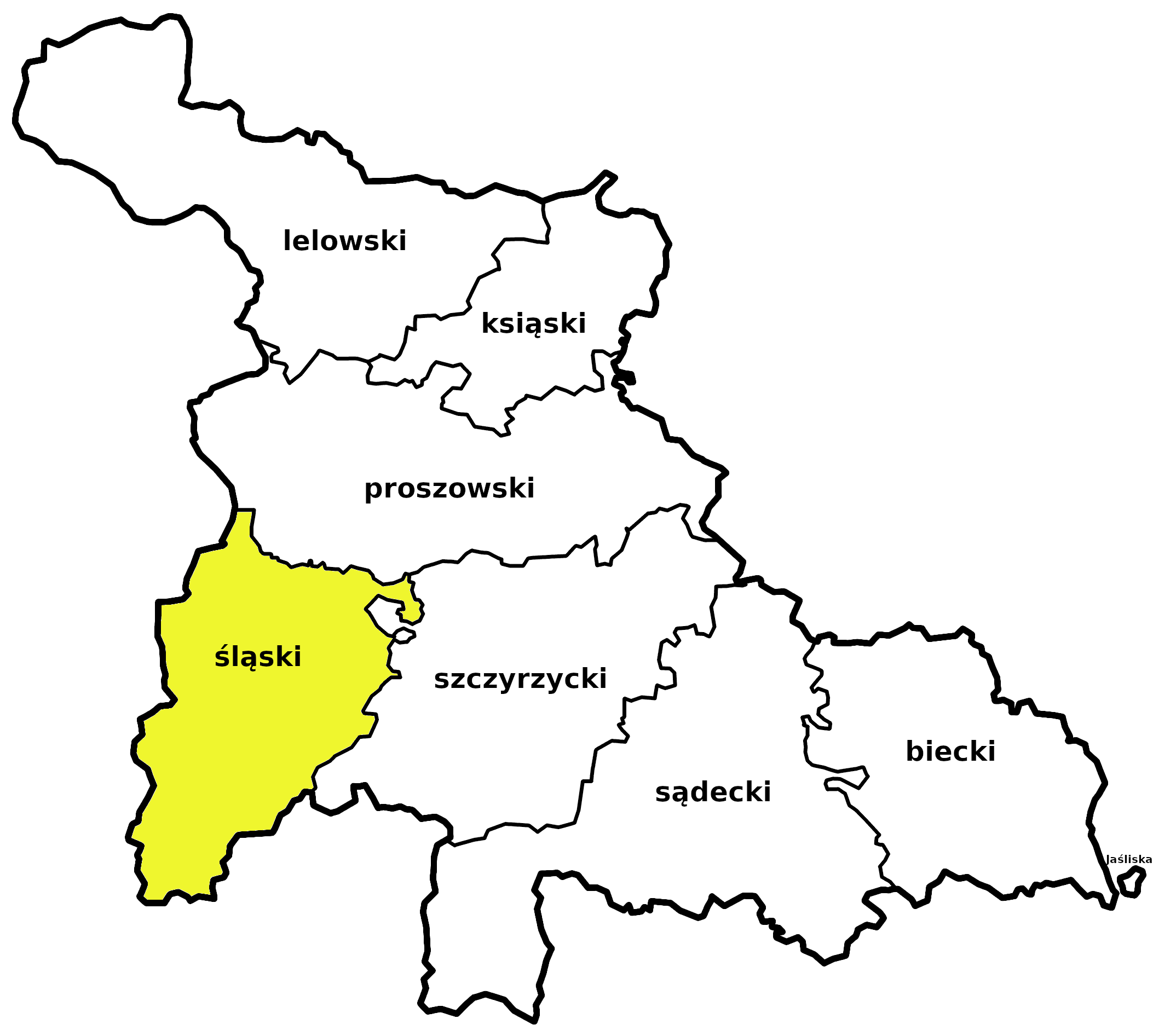
Сілезький повіт у складі Краківського воєводства

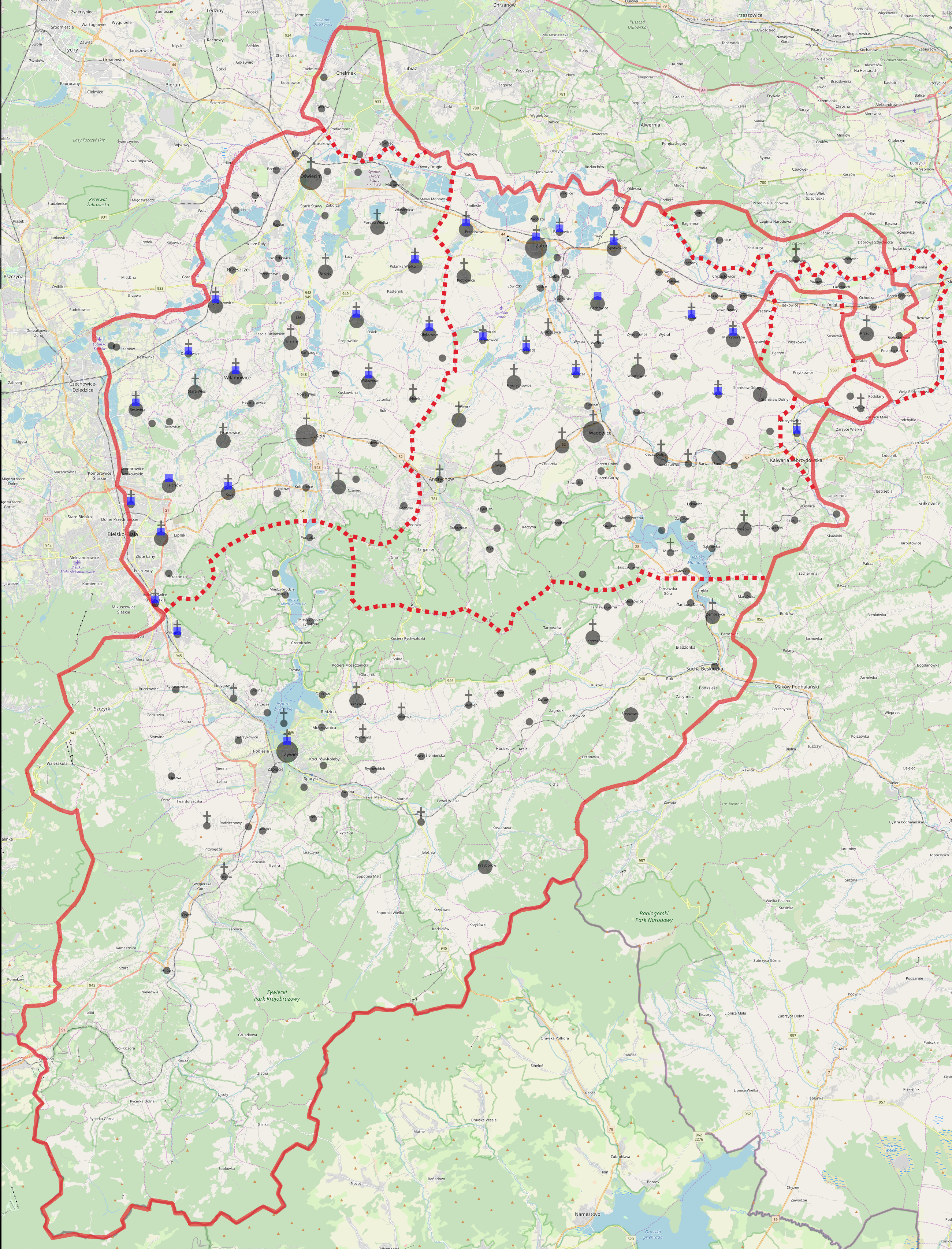
Сілезький повіт, накладений на сучасну карту та середньовічні герцогські кордони

Сілезький повіт ( пол . powiat śląski ) — повіт Краківського воєводства у складі Королівства Польського, Речі Посполитої. Його урядові резиденції були розташовані в містах Затор і Освенцим . Існував з 1564 по 1795 рік.

## Історія
Сілезьке повіт був створений на генеральному сеймі у Варшаві в 1564 році, коли король Сигізмунд II Август об'єднав території Заторського та Освенцимського князівств, включивши їх до складу Краківського воєводства Корони Польської.  Королі зберегли обидва герцогські титули, а назви обох герцогств залишилися у загальному вжитку. Повіт проіснував понад 200 років і був ліквідований після третього поділу Польщі (1795).
Загальна площа Сілезького повіту становила 2690 кв. кілометрів і спочатку складалася з чотирьох королівських міст (Вадовіце, Кенти, Освенцим і Затор) та одного приватного (Живець). У другій половині 16-го століття найбільшим з них були Кенти, яке налічувало понад 1000 мешканців. Із 188 сіл 38 мали понад 200 жителів. 1617 року було засновано нове приватне місто Зебжидув, нині Кальварія Зебжидовська. У 1723 році міські права було надано містечку Бяла, яка нині є частиною міста Бельсько-Бяла. Місто знаходилося в центрі невеликого німецькомовного острова, який складався з кількох інших сіл. Решту території повіту населяла переважна більшість польських римо-католиків, хоча на рубежі 17-го століття повіт мав найвищу частку протестантів у Краківському воєводстві: 29% від загальної кількості церков були протестантськими (переважно реформаторськими), вони були присутні в 34 парафіях і їхня кількість оцінювалася в 10-15 тисяч. 
Найбільша єврейська громада жила з кінця 16 століття в Освенцимі, коли вони заснували перший Кагал, збудували Синагогу та відкрили єврейську школу.  У 1747–1749 роках Освенцімський деканат налічував 2462 євреїв. 

## Виноски
1. ↑  Radosław Truś (2008). Beskid Mały: przewodnik. Oficyna Wydawnicza "Rewasz". с. 35. ISBN 978-83-89188-77-9.
2. ↑  Krzysztof Koźbiał (1999). Wadowice na tle osad starostwa zatorskiego: zarys dziejów do 1772 roku (PDF). Wadoviana: przegląd historyczno-kulturalny. Т. 3. с. 17.
3. ↑  Rafał Malik (1994). Oświęcim. Charakterystyka układu lokacyjnego miasta oraz jego rozwój przestrzenny w okresie średniowiecza (PDF) (пол.). Kraków.
4. ↑  Marian Surdacki (1983). Stosunki wyznaniowe w diecezji krakowskiej w połowie XVIII wieku na podstawie wizytacj i tabel biskupa A.S. Załuskiego. Roczniki Nauk Społecznych  (пол.). Т. XI. с. 115, 128, 132.